# Deutsches Turnfest 1933
Das (nach offizieller Zählung 15.) Deutsche Turnfest 1933 fand in Stuttgart statt.
Es wurde vom 21. bis zum 31. Juli 1933 ausgetragen. Schirmherr war Reichspräsident Paul von Hindenburg. Die Nationalsozialisten nutzten das Turnfest zu einer ihrer ersten propagandistischen Massenveranstaltungen nach der Ernennung Adolf Hitlers zum Reichskanzler. So wurde unter anderem das lange vor 1933 geplante Neckarstadion (später Mercedes-Benz-Arena, heutige MHPArena) unter der Benennung als „Adolf-Hitler-Kampfbahn“ offiziell eröffnet.
Zum Turnfest selbst kamen 600.000 Festbesucher, von denen 120.000 aktiv teilnahmen.
Auf dem Turnfest wurden von Bernhard Almstadt und Mitgliedern der „Kampfgemeinschaft für Rote Sporteinheit“ etwa 80.000 Flugblätter und eine sechsseitigen Broschüre verteilt, welchen den doppeldeutigen Titel „Letzte Anweisungen Deutsches Turnfest 1933 in Stuttgart“ trug und als Herausgeber die „Deutsche Turnerschaft“ angab. Darin stellten kommunistische Sportler ihre Sicht der politischen Verhältnisse im Deutschen Reich dar.
Von dem Fest gibt es auch zeitgenössische Filmaufnahmen der Deulig-Tonwoche.